# Institut des sciences nucléaires de Vinča

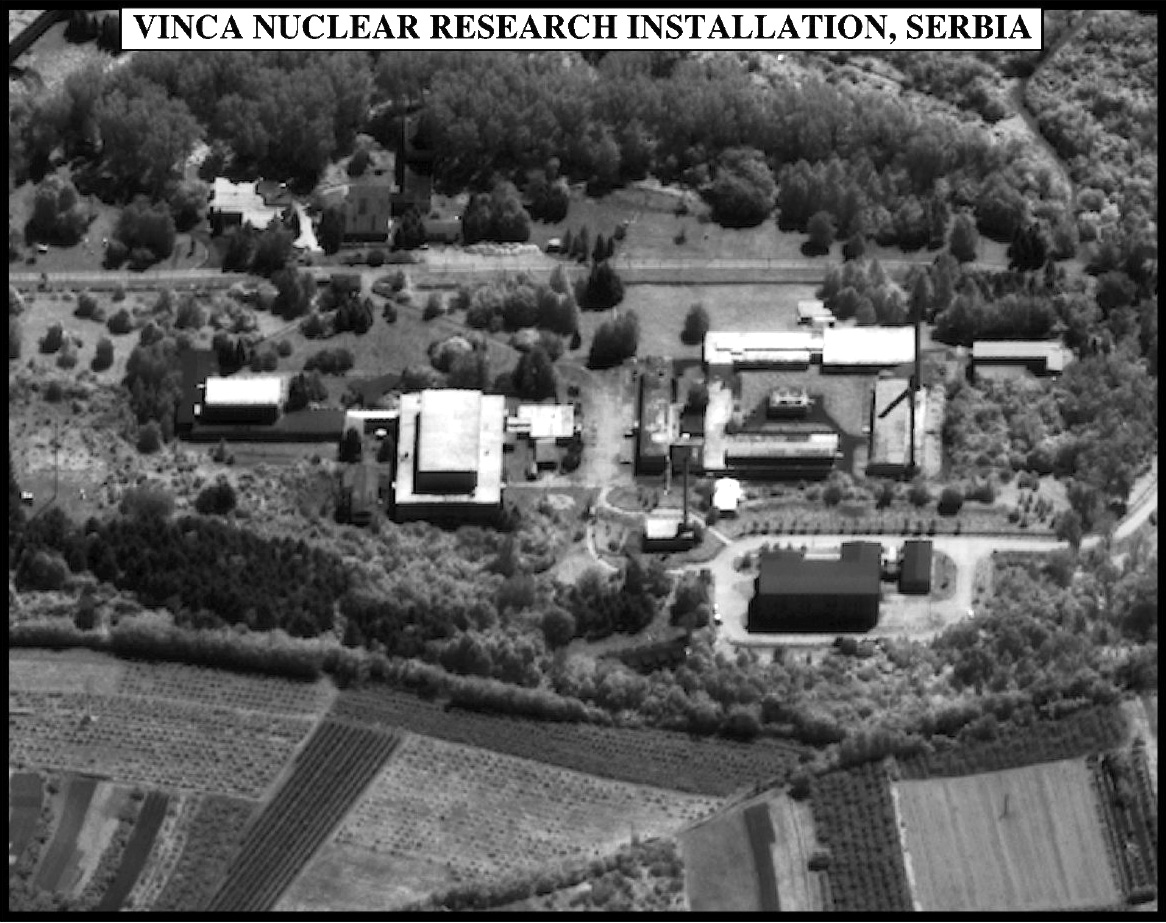
Photographie aérienne de l'Institut des sciences nucléaires de Vinča prise le 29 mai 1999.

L'Institut des sciences nucléaires de Vinča (en serbe cyrillique : Институт за нуклеарне науке Винча ; en serbe latin : Institut za nuklearne nauke Vinča) est un institut de recherche situé en Serbie, sur le territoire de la localité de Vinča, près de Belgrade. Il a été créé en 1948 pour conduire des recherches en physique, en chimie et en biologie. Il est administrativement rattaché à l'université de Belgrade.
Jusqu'en 1968, l'institut avait en charge le programme de recherche nucléaire de la république fédérative socialiste de Yougoslavie. Il emploie aujourd'hui environ 800 personnes, dont 383 sont impliquées dans la recherche scientifique. Il est actuellement dirigé par le professeur Jovan Nedeljković.

## Histoire
L'institut a été fondé en 1948 sous le nom d'« Institut de physique » et placé sous l'autorité du professeur Pavle Savić, spécialiste de chimie physique et ancien collaborateur du physicien soviétique Piotr Kapitsa. Deux réacteurs nucléaires de recherche y ont été construits, les réacteurs RA et RB, dont le plus important, le réacteur RA, possédait une puissance de 6,5 MW et était alimenté à 80 % par de l'uranium enrichi en provenance d'Union soviétique.
Le 15 octobre 1958 s'est produit un accident de criticité sur l'un des réacteurs. Six ouvriers furent irradiés ; l'un est mort peu après l'accident et les cinq autres ont été les premiers à recevoir une transplantation de moelle en Europe.
Le programme de recherche nucléaire de la république fédérative socialiste de Yougoslavie a été interrompu en 1968 et les deux réacteurs de recherche ont été arrêtés en 1984.

## Déchets radioactifs
En 2009, il s'est avéré que la piscine de stockage des déchets nucléaires était en mauvais état. En décembre 2010, 2,5 t de matières radioactives, dont 13,5 kg d'uranium enrichi, ont été envoyées en Russie à l'installation de retraitement de Mayak, ; ce projet a été la plus grande coopération technique menée par l'Agence internationale de l'énergie atomique (AIEA), avec l'intervention de plusieurs milliers de policiers protégeant les convois,. Le déclassement du site liés aux réacteurs a été finalisé en 2011.
Parallèlement, début novembre 2011, a été ouvert un hangar de stockage de déchets radioactifs, d'une capacité de 8 600 tonneaux de 200 litres soit 1 700 m3 de déchets. Cette construction, qui a débuté en 2007, est soutenue par l’Agence internationale de l'énergie atomique (AIEA) et par les États-Unis, en raison de la vétusté des anciens hangars et du risque de saisie des matériaux radioactifs par des terroristes nucléaires. La population de Belgrade est inquiète quant à elle de l’utilisation de ce site pour des déchets étrangers, bien que « L’importation de déchets radioactifs et de carburants nucléaires usagés étrangers est interdite sur le territoire de la Serbie ».

## Départements
Aujourd'hui[Quand ?], le centre de recherche compte 13 départements :
- Département de physique
  - Accélérateur de particules
  - Particules élémentaires
  - Haute énergie
- Département de physique nucléaire et de physique des plasmas
- Département de physique théorique et de physique de la matière condensée
- Département de rayonnement chimique et physique
- Département de physique atomique
- Département de chimie physique
- Département de chimie dynamique et de formation permanente
- Département de radioisotopie
- Département de radiobiologie et de génétique moléculaire
- Département de biologie moléculaire et d'endocrinologie
- Département de rayonnement et de protection environnementale
- Département de génie thermique et de l'énergie
- Centre de recherche pluridisciplinaire et d'ingénierie.

## Autres activités
Le Centre d'éducation permanente de Vinča (en serbe : Centar za permanentno obrazovanje) dépend de l'Institut des sciences nucléaires, tout comme l'école d'informatique.

## Personnalité
- Fedor Herbut (né en 1932), académicien et spécialiste de physique quantique[11].